# Niphotragulus occidentalis
Niphotragulus occidentalis är en skalbaggsart som beskrevs av Stefan von Breuning 1977. Niphotragulus occidentalis ingår i släktet Niphotragulus och familjen långhorningar.
Artens utbredningsområde är Mali. Inga underarter finns listade i Catalogue of Life.